# Ácido Coloradas
Ácido Coloradas es el nombre de una variedad cultivar de manzano (Malus domestica). Esta manzana está cultivada en diversos viveros entre ellos algunos dedicados a conservación de árboles frutales en peligro de desaparición. Esta manzana es originaria de la Provincia de Málaga concretamente en el Valle del Guadiaro, donde tuvo su mejor época de cultivo comercial en la década de 1960, y actualmente en menor medida aún se encuentra.

## Sinónimos
- ‘Manzana Ácido Coloradas’[5]
- ‘Manzana Ácido Coloradas del Guadiaro’[7][8]

## Historia
‘Ácido Coloradas’ es una variedad de la Provincia de Málaga (Valle del Guadiaro), considerada incluida en las variedades locales autóctonas o de origen extranjero pero muy antiguas, cuyo cultivo se centraba en comarcas muy definidas. Se caracterizaban por su buena adaptación a sus ecosistemas y podrían tener interés genético en virtud de su adaptación. Se encontraban diseminadas por todas las regiones fruteras españolas, aunque eran especialmente frecuentes en la España húmeda. Estas se podían clasificar en dos subgrupos: de mesa y de sidra (aunque algunas tenían aptitud mixta).
‘Ácido Coloradas’ es una variedad clasificada como de mesa, difundido su cultivo en el pasado por los viveros comerciales y cuyo cultivo en la actualidad se ha reducido a huertos familiares y jardines privados.

## Características
El manzano de la variedad ‘Ácido Coloradas’ tiene un vigor medio; florece del 8 de abril al 3 de mayo; tubo del cáliz variable, ancho, corto o alargado, y con los estambres situados en su base.
La variedad de manzana ‘Ácido Coloradas’ es un fruto de tamaño medio; forma cónico-truncada a cilíndrico-irregular, con contorno marcadamente irregular, siendo muy característica la zona del ojo; piel algo untuosa, con pruina verde azulada; con color de fondo verde con ausencia de chapa, sobre color leve, siendo el color del sobre color rojo, siendo su reparto a veces con presencia de manchas rojas aisladas, acusa lenticelas abundantes blanco y entremezclado con alguno ruginoso, y una sensibilidad al russeting (pardeamiento áspero superficial que presentan algunas variedades) muy débil; pedúnculo corto grueso o semi-grueso, con fibras carnosas en uno de los lados, anchura de la cavidad peduncular medianamente ancha o algunas estrecha, profundidad de la cavidad peduncular poco profunda, con bordes globosos e irregulares, a veces, y en uno de los lados de la cavidad, aparece un engrosamiento en forma de pico de loro exento de ruginosidad o levemente iniciada y con suave pruina, e importancia del russeting en cavidad peduncular muy débil; anchura de la cavidad calicina amplia, profundidad de la cavidad calicina profunda o casi superficial, con bordes marcadamente irregulares al mismo tiempo que leve o marcado ondulado, con un fondo fruncido formando relieve y acusando una imperfecta roseta, importancia del russeting en cavidad calicina ausente; ojo medio o grande, cerrado o entreabierto; sépalos triangulares, gruesos, de puntas vueltas hacia fuera o entrecruzados.
Carne de color blanco verdosa; textura dura, y fundente a la vez; sabor característico de la variedad, marcadamente acidulado; corazón pequeño, centrado o desplazado hacia el ojo, bien delimitado por las fibras del corazón. Eje abierto, o entreabierto. Celdas alargadas y cóncavas. Semillas pequeñas y de color marrón dorado.
La manzana ‘Ácido Coloradas’ tiene una época de maduración y recolección temprana en el verano, se recolecta desde mediados de julio hasta mediados de agosto. Se usa como manzana de mesa fresca.